# SS Montevideo Maru (schip, 1926)

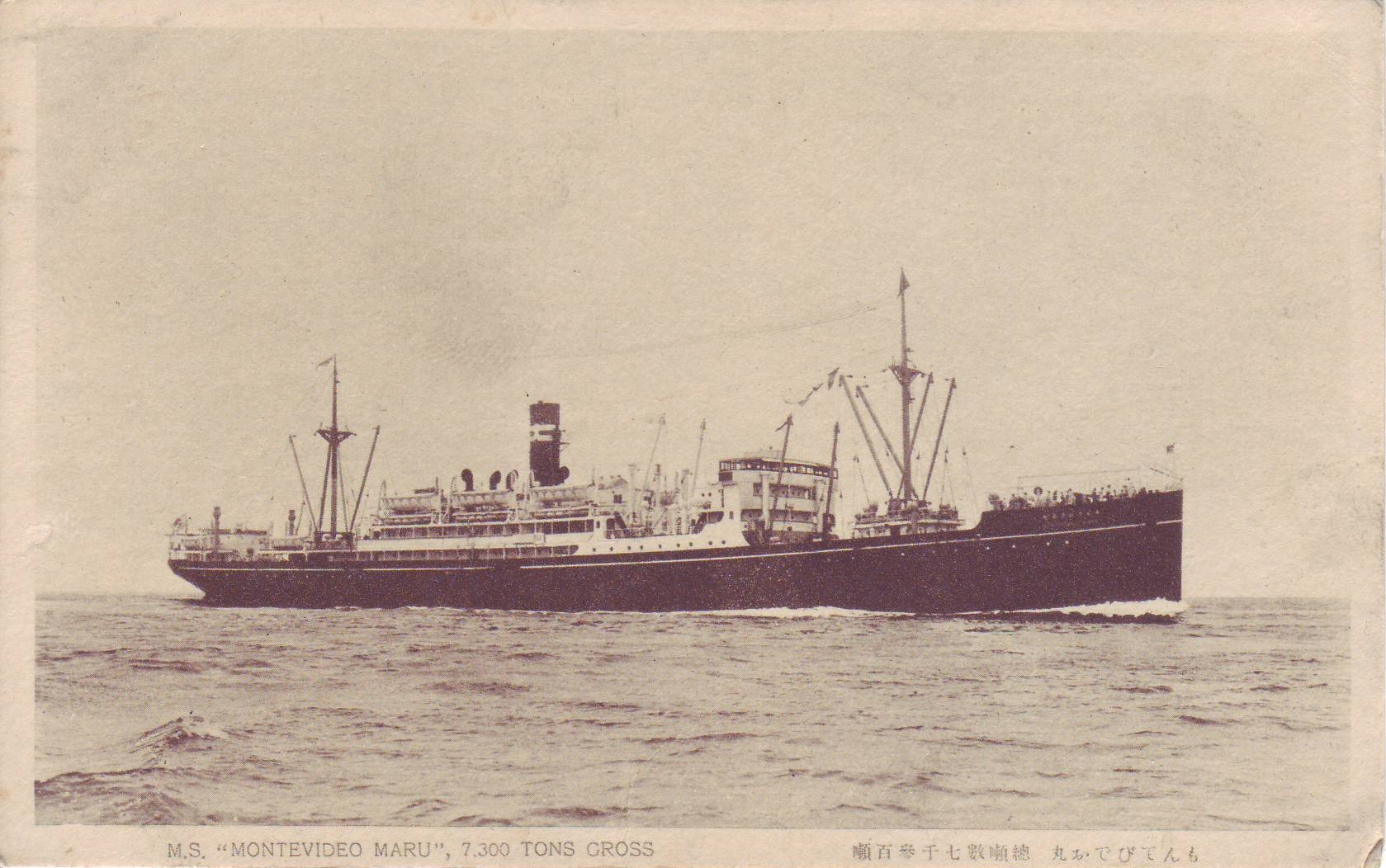
SS Montevideo Maru

De SS Montevideo Maru (Japans:もんてびでお丸) was een keizerlijk Japans transportschip in de Tweede Wereldoorlog dat werd getorpedeerd door een Amerikaanse onderzeeër in de Zuid-Chinese Zee. Meer dan duizend krijgsgevangenen op het schip kwamen om.

## Tweede Wereldoorlog
Tijdens de Tweede Wereldoorlog werd het Japanse koopvaardijschip Montevido Maru gevorderd door de Keizerlijke Japanse Marine om als troepentransportschip te fungeren.
Begin 1942 veroverde Japanse troepen de havenstad Rabaul in het territorium Nieuw-Guinea (tegenwoordig: Papoea-Nieuw-Guinea). Medio 1942 werden er oorlogsgevangenen getransporteerd met de Montevideo Maru naar het Chinese eiland Hainan. Op 1 juli 1942 vuurde de Amerikaanse onderzeeër USS Sturgeon (SS-187), die geen weet had van de opvarenden, vier torpedo's af op het Japanse transportschip dat binnen de tien minuten zonk. Alle twintig bemanningsleden en 1060 krijgsgevangenen lieten het leven. De slachtoffers kwamen uit veertien landen: Australië, Denemarken, Engeland, Estland, Finland, Nederland, Japan, Ierland, Nieuw-Zeeland, Noorwegen, Schotland, de Salomonseilanden, Zweden en de Verenigde Staten. Het merendeel waren Australiërs: 850 militairen en 129 burgers. De schipbreuk wordt beschouwd als de ergste ramp in de Australische maritieme geschiedenis.

## Zoektocht scheepswrak
In 2018 startte de non-profitorganisatie Silentworld Foundation de zoektocht op om het scheepswrak te vinden. Het project kreeg de steun van het Australische ministerie van Defensie. Het Nederlandse bodembedrijf Fugro werd ingehuurd om de Montevideo Maru terug te vinden. Op 18 april 2023, na een zoektocht van slechts twaalf dagen, detecteerde hun onderwaterrobot het scheepswrak in de Zuid-Chinese Zee op 4.000 meter diepte, op 110 kilometer ten noordwesten van het Filipijnse eiland Luzon.